# Enrico Paolini
Pour les articles homonymes, voir Paolini.
Enrico Paolini, né le 26 mars 1945 à Pesaro (Marches) et mort le 6 mai 2025 à San Costanzo (Marches), est un coureur cycliste et directeur sportif italien.

## Biographie
Coureur professionnel de 1969 à 1979, Enrico Paolini a été trois fois champion d'Italie sur route et a remporté sept étapes du Tour d'Italie et plusieurs semi-classiques italiennes (les Trois vallées varésines, Milan-Turin, Tour de Vénétie, Tour d'Émilie). Après sa carrière de coureur, il est devenu directeur sportif d'équipes italiennes.

## Palmarès

### Palmarès amateur
- 1965
  - Circuit de Cesa
- 1967
  - Gran Premio Pretola

### Palmarès professionnel
- 1969
  - Grand Prix de la ville de Camaiore
  - 4e étape du Tour de Suisse
  - 2e de Porto-Lisbonne
- 1970
  - 2e du Tour des Marches
  - 6e étape du Tour d'Italie
- 1971
  - 2e étape du Tour d'Italie
  - 2e de Milan-Turin
  - 3e du championnat d'Italie sur route
  - 3e du Grand Prix de la ville de Camaiore
  - 3e du Grand Prix de l'industrie et du commerce de Prato
  - 3e du Grand Prix de Monaco
- 1972
  - 20e étape du Tour d'Italie
  - Tour de Vénétie
  - Tour d'Ombrie
  - 3e du Tour de la province de Reggio de Calabre
- 1973
  -  Champion d'Italie sur route
  - Grand Prix de l'industrie de Belmonte-Piceno
  - Trois vallées varésines
  - 2e du Tour de Vénétie
  - 3e de la Coppa Bernocchi
  - 3e du Tour de Sicile en ligne
  - 5e du Tour de Suisse
- 1974
  -  Champion d'Italie sur route
  - 13e et 19e étapes du Tour d'Italie
  - 1re étape du Tour de Sardaigne
  - Grand Prix Cemab à Mirandola
  - Milan-Vignola
  - 1re, 4e, 7e et 8e étapes du Tour de Suisse
  - 2e du Tour des Apennins
  - 2e du Trofeo Laigueglia
  - 3e du Tour de Romagne
  - 3e du Tour de Sardaigne
  - 3e du Grand Prix de l'industrie et du commerce de Prato
  - 3e des Trois vallées varésines
  - 3e du Tour de Campanie
  - 5e de Milan-San Remo
- 1975
  - Coppa Bernocchi
  - Tour d'Émilie
  - 9e étape du Tour d'Italie
  - 2e du Grand Prix de l'industrie et du commerce de Prato
  - 2e de Milan-Turin
  - 2e du Tour de Lombardie
  - 2e du Tour des Marches
  - 9e du Tour de Romandie
- 1976
  - Tour de la province de Reggio de Calabre
  - Milan-Turin
  - 2e du Tour du Frioul
  - 3e du Tour d'Ombrie
  - 3e du Trophée Matteotti
  - 3e du GP Montelupo
- 1977
  -  Champion d'Italie sur route
  - 1re et 3e étapes du Grand Prix du Midi libre
  - 2eb étape du Tour de l'Aude
  - Tour de Campanie
  - 2e du Trofeo Pantalica
  - 3e de la Coppa Agostoni
  - 3e de la Course des raisins
- 1978
  - 9e étape du Tour d'Italie

## Résultats sur les grands tours

### Tour de France
3 participations
- 1970 : abandon (11eb étape)
- 1971 : abandon (19e étape)
- 1976 : 50e

### Tour d'Italie
11 participations
- 1969 : 43e
- 1970 : 24e, vainqueur de la 6e étape
- 1971 : 11e, vainqueur de la 2e étape,  maillot rose pendant 3 jours
- 1972 : 39e, vainqueur de la 20e étape
- 1973 : 22e
- 1974 : 46e, vainqueur des 13e et 19e étapes
- 1975 : 43e, vainqueur de la 9e étape
- 1976 : 64e
- 1977 : 74e
- 1978 : 68e, vainqueur de la 9e étape
- 1979 : 95e